# Casey Jones (canción)
«Casey Jones» es una canción de la banda estadounidense Grateful Dead. La música fue compuesta por Jerry Garcia y la letra por Robert Hunter. Hunter declaró en el 2015 en una entrevista con la revista Rolling Stone que "Casey Jones" no empezó como una idea para una canción, simplemente se le ocurrieron unas líneas y las anotó. Tiempo después recordó esa anotación y recurrió a ella para escribir la letra de la canción.
"Casey Jones" hace parte del álbum Workingman's Dead de 1970, aunque aparece en varios álbumes en vivo de la agrupación.
Grateful Dead tocó "Casey Jones" en concierto de manera regular entre junio de 1969 y octubre de 1974. Después de esa fecha la siguieron tocando en vivo pero de forma irregular. En total la canción fue tocada en vivo más de 300 veces.

## Personal
- Jerry García –voz, guitarra
- Bob Weir – guitarra, voz
- Pigpen (Ron McKernan) – teclado, voz
- Phil Lesh – bajo, voz
- Bill Kreutzmann – batería
- Mickey Hart – batería
- Tom Constanten – teclados